# Gábor Vajna
Gábor Vajna de Páva (n. 4 noiembrie 1891, Târgu Secuiesc - d. 2 martie 1946, Budapesta) a ocupat postul de ministru de interne în guvernul Ferenc Szálasi. În Primul Război Mondial era ambasador la Viena, mai târziu ministrul apărări, în 1924 a fost pensionat ca ofițer, din 1939 membru al partidului Crucilor cu Săgeți deputat în parlament; a fost agentul lui Himmler, Gestapo-ului, și agentul SS-ului în Ungaria, unul din fondatorii partidului Crucilor cu Săgeți, din 16 octombrie 1944 a ocupat funcția de ministrul de interne în guvernul Ferenc Szálasi, a fost judecat de tribunalul poporului ungar și condamnat la moarte și executat, în 2 martie 1946.
În 29 noiembrie 1944, Gábor Vajna (ministrul de interne) a inițiat construcția ghetoului în Budapesta; deportarea a început la sfârșitul noiembrie, s-a sfârșit în 2 decembrie 1944; între 70.000 și 100.000 de evreii erau concentrați în noul ghetou din Budapesta. Până în 18 ianuarie 1945, Săgetarii Cruciați, în mod sistematic, au intrat în ghetou, au jefuit și omorât. În ghetou, Armata Sovietică a găsit 24 de gropi comune, și 2.281 de cadavre.